# Дендрологічний парк Харківського національного аграрного університету
Дендрологічний парк Державного біотехнологічного університету — об'єкт природно-заповідного фонду Харківської області загальнодержавного значення.

## Характеристика
Площа 23,2 га. Статус надано 1972 року. Перебуває у віданні Державного біотехнологічного університету.
Дендропарк — це частина зеленої зони навчального містечка університету (селище Докучаєвське). Розташований на північному сході містечка. На півночі межує з дослідними полями, на північному сході — з дачним, на сході — з гаражним кооперативами, на півдні — з житловим масивом, на заході — з дорогою до селища міського типу Рогань.
У дендропарку є розарій, розсадник рідкісних рослин, декоративний ставок, колекційні ділянки різновиду сосен та дубів. Просто неба створено фітоценоз «Дуброва» — зразок місцевої флори.
З відновленням у 1998 році факультету лісового господарства дендропарк став навчальною базою майбутніх лісівників.

### Біологічне різноманіття
У дендропарку налічується близько 900 видів та сортів деревних рослини з Європи, Кавказу, Середньої Азії, Китаю, Далекого Сходу, Японії та Північної Америки. В тому числі — рідкісна карельська береза, унікальне гінкго дволопатеве, а також береза низька, тис ягідний і сосна кедрова, що занесені до Червоної книги України. Є алеї ялівцю колоноподібного, ялини блакитної, модрини.

### Ґрунти
За ґрунтово-кліматичними умовами це південна частина Лівобережного лісостепу. Тип лісорослинних умов — свіжий груд. Ґрунти — типові середньозмиті чорноземи, які підстилаються лесоподібними суглинками на товстому шарі пісків полтавського ярусу.

### Погода
Клімат континентальний з нестійким зволоженням. Середньорічна температура повітря +6,5°С з коливанням від +38 до −35°С. Безморозний період становить 113—200 днів. Середньорічна сума опадів становить 520 мм з коливанням від 330 до 740 мм. Бездощовий період може тривати від 10 до 52 днів. Термін з відносною вологістю повітря нижче 30 % може становити 24 та більше діб. В ці дні можливі суховії та посухи.

## Історія
Дендропарк був створений за ініціативою викладачів кафедри агролісомеліорації та лісівництва і її завідувача Бориса Остапенка (1922–2006). На відведеній під парк території не було ніякої деревної рослинності, крім дубових лісосмуг по північній і східній межі та ряду дерев клена ясенелистого уздовж південної межі.
Проєкт дендропарку виконала група озеленення при кафедрі дендрології та деревинознавства Львівського лісотехнічного інституту, розробили дендроплан — на кафедрі агролісомеліорації та лісівництва сільгоспінституту. Проєкт ніким не затверджувався, і кошти на нього не виділялися. Дендропарк створювали на громадських засадах студенти, співробітники та викладачі інституту під керівництвом працівників кафедри агролісомеліорації та лісівництва. Закупівля саджанців та їх доставка здійснювалися за рахунок коштів договірних та бюджетних наукових тем.
Перші дерева висадили навесні 1972 року. Було створено головну алею — так звану «Алею вчених» — яка є композиційною віссю дендропарку. Це дві смуги завширшки 4 м кожна, між якими є смуга з дев'яти партерів 5,25 м з розривами 10 м. В кінці кожного партеру висадили по п'ять блакитних ялин, по боках алеї — саджанці модрини японської.
Восени того ж року побудували перший водогін уздовж головної алеї. А навесні 1973-го — розпочали масову висадку саджанців і вирощування сіянців та саджанців для поповнення колекції. З 1976 до 1992 рік парк поповнювати виключно саджанцями, вирощеними у власному розсаднику.
У травні 1979 року парк прийняли до складу ради ботанічних і дендрологічних садів України і Молдови. У 1985 році Міністерство сільського господарства СРСР офіційно визнало його та затвердило посаду директора. У лютому 1991 року Рада Міністрів УРСР надала дендропарку статус Державної заповідної території.

## Проїзд
Від станції метро «Індустріальна» автобусами № 200 або № 186 до зупинки «Агроуніверситет».
- Адреса: Харківська область, Харківський район, поштове відділення «Докучаєвське», навчальне містечко ХНАУ.
- Директор: Цабій Олександр Вікторович.

## Галерея

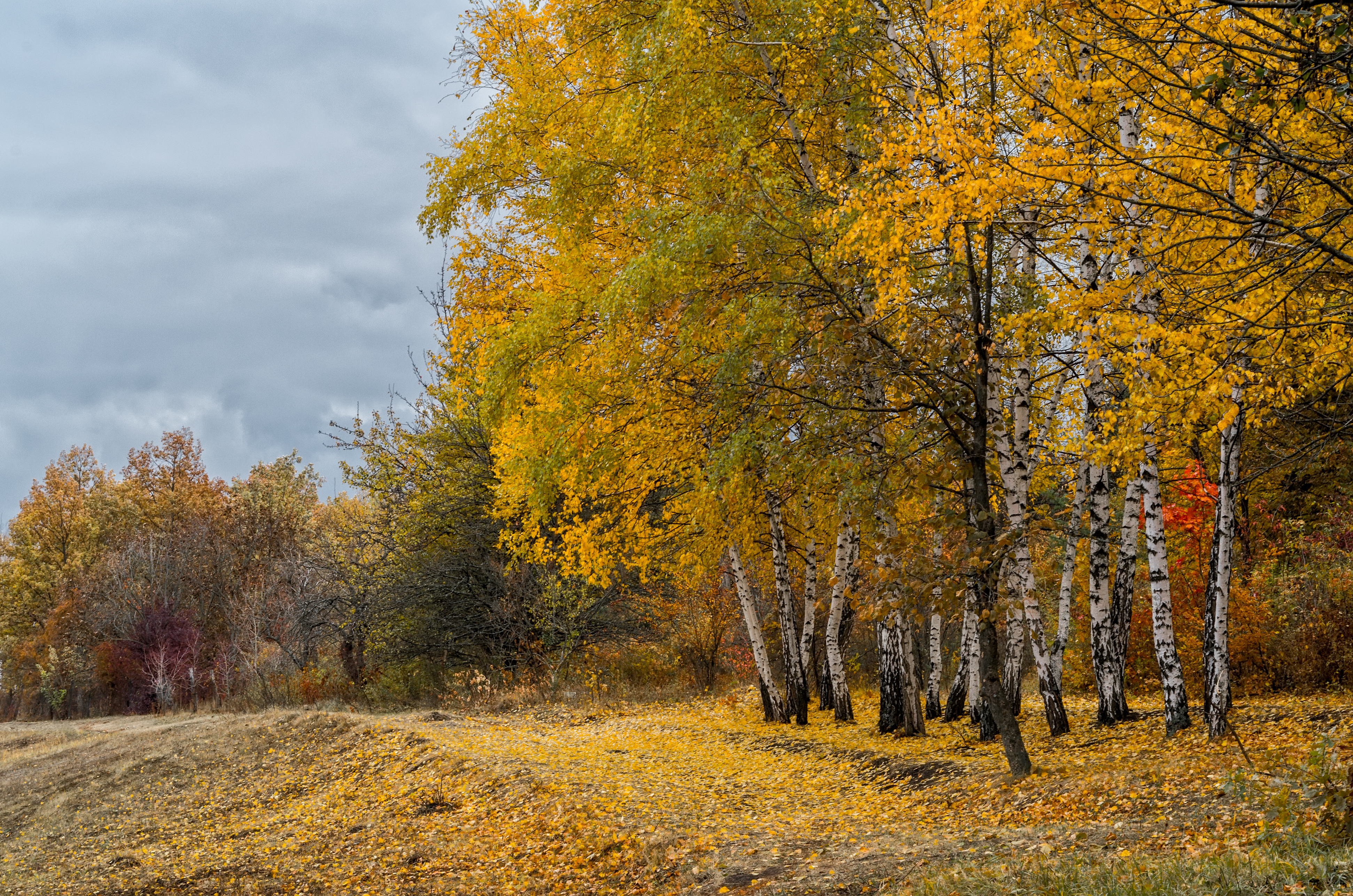
Берези в Дендрологічному парку Харківського національного аграрного університету
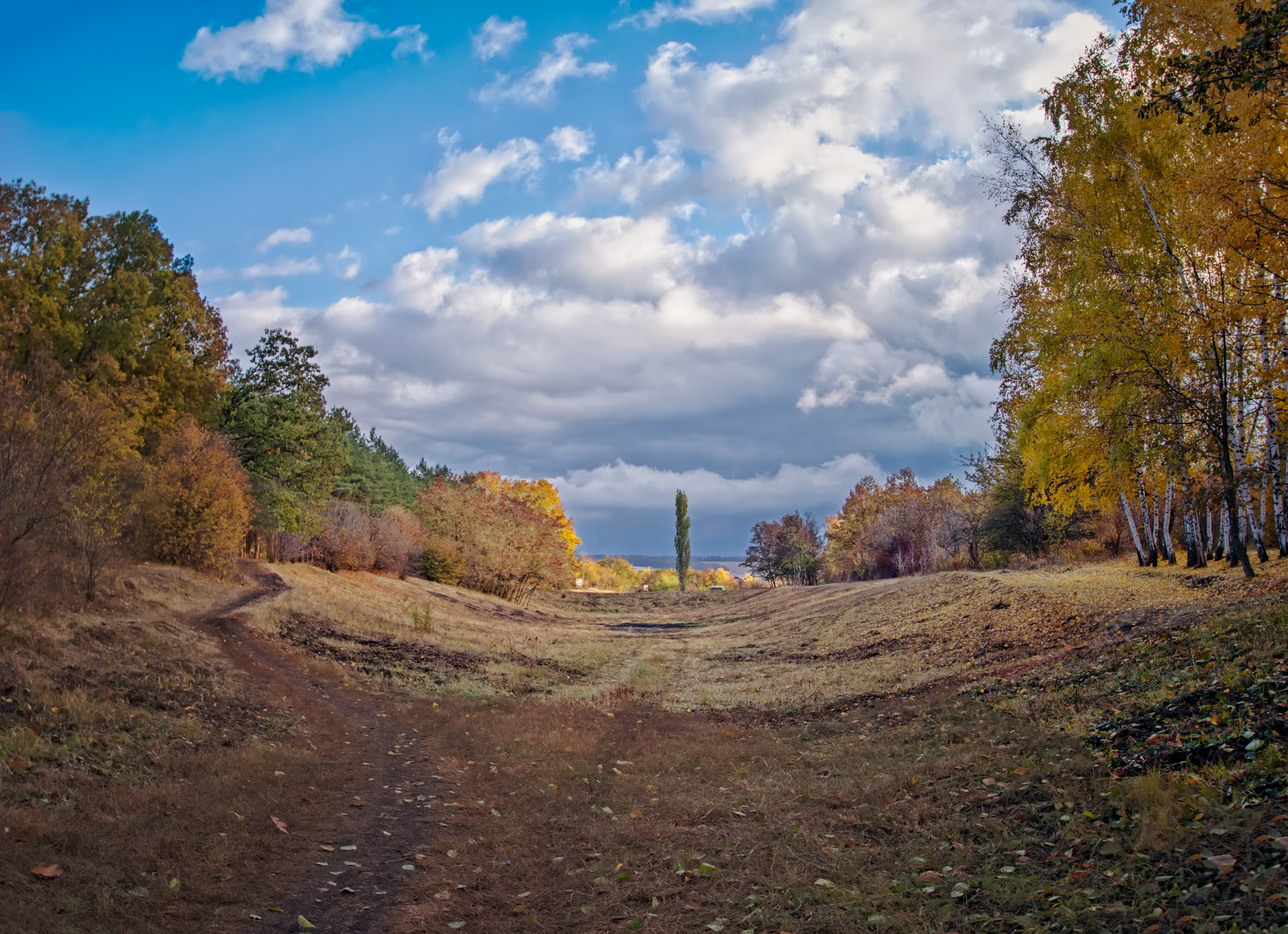
Вид на парк
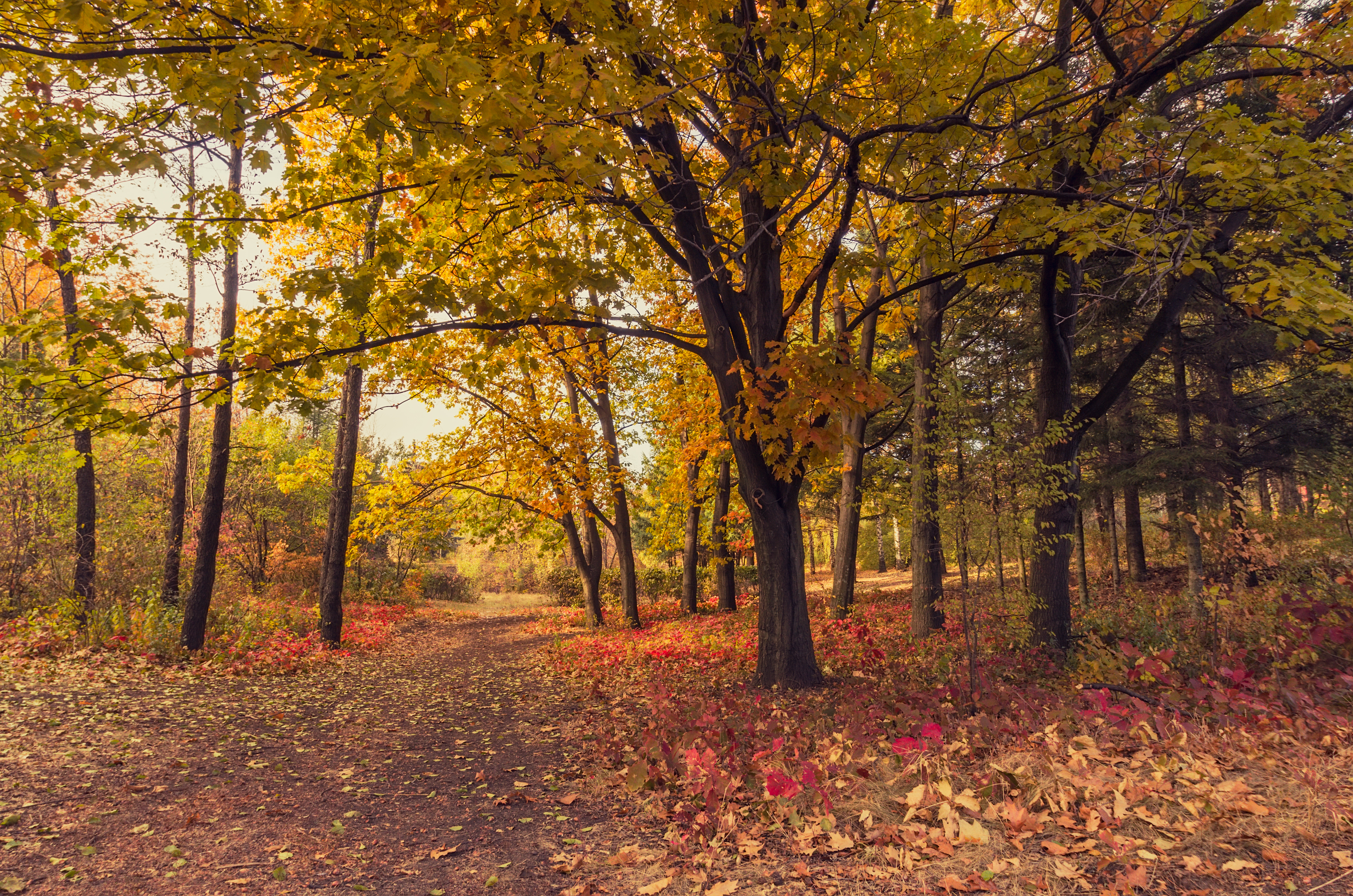
Доріжка в парку